# Championnat de France de rugby à XV 1955-1956
Navigation
1954-1955 1956-1957
Le championnat de France de rugby à XV 1955-1956 est disputé par 48 clubs groupés en six poules de huit. Les cinq premiers de chaque poule et les deux meilleurs sixièmes (soit 32 clubs) sont qualifiés pour disputer une phase par élimination directe à partir des seizièmes de finale.
Le championnat a été remporté par le FC Lourdes qui a battu l'US Dax en finale.

## Contexte
Le Tournoi des Cinq Nations 1956 est remporté par le pays de Galles, la France termine à la seconde place.
Le Challenge Yves du Manoir est remporté par Lourdes qui bat l'USA Perpignan en finale. Lourdes réussit donc le doublé.

## Phase de qualification
Le nom des équipes qualifiées pour les 16e de finale est en gras.
| - SC Angoulême - Aviron bayonnais - RC Narbonne - US Montauban - FC Auch - US Dax - Céret sportif - USA Perpignan                                | - SC Graulhet - Stade toulousain - Stade aurillacois - SC Tulle - CS Vienne - FC Lourdes - USA Limoges - Stade rochelais         | - Paris université club - Stade hendayais - RC Toulon - Stadoceste tarbais - CA Périgueux - CA Bègles - SU Agen - FC Grenoble |
| - US Romans - Cahors rugby - SC Mazamet - AS Roanne - Tyrosse RCS - SC Albi - AS Béziers - Entente Côte-Vermeille (Port-Vendres-Banyuls-sur-Mer) | - Stade montois - AS Soustons - Stade niortais - Stade lavelanétien - Racing club de France - US Bergerac - US Cognac - RC Vichy | - Biarritz olympique - Section paloise - US Montélimar - AS Montferrand - Lyon OU - Castres olympique - US Carmaux - TOEC     |

## Seizièmes de finale
Les équipes dont le nom est en caractères gras sont qualifiées pour les huitièmes de finale. 
| Équipe 1              | Équipe 2              | Résultat |
| --------------------- | --------------------- | -------- |
| FC Lourdes            | Stadoceste tarbais    | 32-11    |
| CA Périgueux          | US Romans             | 8-6      |
| Racing club de France | FC Grenoble           | 29-10    |
| Stade toulousain      | Paris université club | 9-8      |
| Section paloise       | Stade lavelanétien    | 3-0      |
| SU Agen               | Tyrosse RCS           | 11-3     |
| Stade montois         | RC Narbonne           | 9-3      |
| RC Toulon             | US Cognac             | 8-0      |
| US Dax                | Cahors rugby          | 13-3     |
| AS Montferrand        | RC Vichy              | 11-9     |
| USA Perpignan         | SC Albi               | 17-0     |
| Aviron bayonnais      | US Carmaux            | 14-5     |
| Castres olympique     | Biarritz olympique    | 8-0      |
| SC Mazamet            | SC Graulhet           | 13-11    |
| SC Tulle              | AS Béziers            | 6-3      |
| SC Angoulême          | CS Vienne             | 8-6      |

## Huitièmes de finale
Les équipes dont le nom est en caractères gras sont qualifiées pour les quarts de finale. 
| Équipe 1              | Équipe 2         | Résultat |
| --------------------- | ---------------- | -------- |
| FC Lourdes            | CA Périgueux     | 24-3     |
| Racing club de France | Stade toulousain | 15-3     |
| Section paloise       | SU Agen          | 12-8     |
| Stade montois         | RC Toulon        | 8-0      |
| US Dax                | AS Montferrand   | 12-6     |
| USA Perpignan         | Aviron bayonnais | 11-3     |
| Castres olympique     | SC Mazamet       | 10-8     |
| SC Tulle              | SC Angoulême     | 6-3      |

## Quarts de finale
Les équipes dont le nom est en caractères gras sont qualifiées pour les demi-finales.
| Équipe 1          | Équipe 2              | Résultat |
| ----------------- | --------------------- | -------- |
| FC Lourdes        | Racing club de France | 14-3     |
| Section paloise   | Stade montois         | 14-9     |
| US Dax            | USA Perpignan         | 11-0     |
| Castres olympique | SC Tulle              | 3-0      |

Perpignan, premier de la saison régulière et champion de France sortant est pourtant largement éliminé dès les quarts de finale.

## Demi-finales
| Équipe 1   | Équipe 2          | Résultat |
| ---------- | ----------------- | -------- |
| FC Lourdes | Section paloise   | 3-0      |
| US Dax     | Castres olympique | 3-0      |

## Finale
| Équipes        | FC Lourdes - US Dax |
| Score          | 20-0 |
| Date           | 3 juin 1956 |
| Stade          | Stadium de Toulouse |
| Arbitre        | Ange Siccardi |
| Les équipes    | |
| FC Lourdes     | Jean-Louis Taillantou, Pierre-André Capdevielle, Thomas Manterola, André Laffont, Louis Guinle, Henri Domec, Jean Prat, Jean Barthe, François Labazuy, Antoine Labazuy, Pierre Tarricq, Guy Calvo, Maurice Prat, Henri Rancoule, Pierre Lacaze |
| US Dax         | Christian Lassère, Jean Bachelé, André Bérilhe, Pierre Augé, René Lapique, Roland Darracq, Gaston Dubois, Daniel Labadie, Pierre Castra, Claude Boniface, Jean Susbielle, Paul Lasaosa, Jean Othats, Raymond Albaladejo, Pierre Albaladejo     |
| Points marqués | |
| FC Lourdes     | 2 essais de A.Labazuy et Tarricq, 1 transformation et 2 pénalités de A.Labazuy, 2 drops de Jean Prat |
| US Dax         | |

Victoire nette des Lourdais, c'est le plus grand écart au score depuis 1913.